# Josh Segarra
Joshua «Josh» Segarra (Orlando, Florida, 3 de junio de 1986) es un actor estadounidense. Es conocido por interpretar a Héctor Ruiz en The Electric Company, a Billy Cepeda en Sirens, a Justin Voight en Chicago P.D. y a  Adrian Chase/Prometheus en Arrow.

## Biografía
Segarra tiene ascendencia puertorriqueña. Nació en Orlando, pero fue criado en Longwood, Florida. Participó en numerosas obras de teatro durante su adolescencia y se graduó de la Tisch School of the Arts de la Universidad de Nueva York con una licenciatura en Teatro.
Segarra habla español e inglés con fluidez. Se casó con Brace Rice en 2014.

### Carrera
Durante su primer año en la universidad, Segarra obtuvo un papel en la película de la CBS Vampire Bats, protagonizada por Lucy Lawless.
En 2008 aparece en la película The Narrows y aparece en la serie de televisión Drama Queenz, donde interpreta a Gabriel. En 2009 fue elegido como parte del elenco principal de The Electric Company, basada en la serie del mismo nombre transmitida en la década de 1970.
Los créditos en teatro de Segarra incluyen tanto obras en el Circuito de Broadway como Off-Broadway tales como The Boys Upstairs, Fat Camp, Lysistrata Jones, Dogfight, Around the World in 80 Days y On Your Feet!, donde interpretó a Emilio Estefan. Ha aparecido como estrella invitada en diversas series de televisión, incluidas Homeland, The Following y Blue Bloods. También ha participado en películas tales como Blood Night: The Legend of Mary Hatchet y The Music Never Stopped.
En 2014 fue elegido para aparecer de forma recurrente en la serie de televisión de USA Network Sirens, adaptación de la serie británica del mismo nombre interpretando a Billy Cepeda. Fue ascendido al elenco principal durante la segunda temporada de la serie, e interpretó a Oli en la película Trainwreck.
Interpretó a Justin Voight en Chicago P.D. y fue elegido como parte del elenco principal de la quinta temporada de Arrow, donde interpreta a Adrian Chase, el nuevo fiscal de Distrito que se convierte en aliado del alcalde Oliver Queen (Stephen Amell) y como el villano Prometheus.

## Filmografía
| Cine       | Cine                                    | Cine                                                       | Cine                                                                  |
| Año        | Película                                | Rol                                                        | Notas                                                                 |
| ---------- | --------------------------------------- | ---------------------------------------------------------- | --------------------------------------------------------------------- |
| 2008       | The Narrows                             | White Gangsta                                              |                                                                       |
| 2009       | Blood Night: The Legend of Mary Hatchet | Tyler                                                      |                                                                       |
| 2009       | The Ministers                           | Louis                                                      |                                                                       |
| 2010       | Suicide                                 | Mort                                                       | Cortometraje                                                          |
| 2011       | The Music Never Stopped                 | Mark Ferris                                                |                                                                       |
| 2012       | The Devil's Bitch                       | Trip                                                       | Cortometraje                                                          |
| 2014       | You Must Be Joking                      | Asshole                                                    |                                                                       |
| 2015       | Trainwreck                              | Staten Island Oli                                          |                                                                       |
| 2018       | Overboard                               | Jason                                                      |                                                                       |
| 2023       | Scream 6                                | Danny Brackett                                             |                                                                       |
| 2024       | Friendship                              | Devon                                                      |                                                                       |
| Televisión |                                         |                                                            |                                                                       |
| Año        | Título                                  | Rol                                                        | Notas                                                                 |
| 2005       | Vampire Bats                            | Miles                                                      | Película para televisión                                              |
| 2008       | Drama Queenz                            | Gabriel                                                    | 3 episodios                                                           |
| 2009-2011  | The Electric Company                    | Héctor Ruiz                                                | Elenco principal                                                      |
| 2011       | Homeland                                | Josh                                                       | 1 episodio                                                            |
| 2013       | The Following                           | Hank Flynn                                                 | 1 episodio                                                            |
| 2014       | Blue Bloods                             | Mike Rose                                                  | 1 episodio                                                            |
| 2014       | My Day                                  | Cita                                                       |                                                                       |
| 2014-2015  | Sirens                                  | Billy Cepeda                                               | Elenco recurrente (1ª temporada) Elenco principal (2ª temporada)      |
| 2014-2016  | Chicago P.D.                            | Justin Voight                                              | 9 episodios                                                           |
| 2016-2019  | Arrow                                   | Adrian Chase/Prometheus Adrian Chase / The Hood (Tierra-2) | Elenco principal (5ª temporada) Invitado especial (6ª y 8ª temporada) |
| 2018       | Orange Is the New Black                 | Stefanovic                                                 | Elenco recurrente (6ª temporada)                                      |
| 2019-2023  | The Other Two                           | Lance Arroyo                                               | Elenco principal                                                      |
| 2020       | AJ and the Queen                        | Hector/Damian/el diablo                                    | Elenco principal                                                      |
| 2022       | She-Hulk: Attorney at Law               |                                                            |                                                                       |